# Simplasto
O simplasto, numa planta, é o espaço interior à membrana plasmática, através do qual se processa a difusão livre de água e de solutos de baixo peso molecular dentro das células.
Trata-se da colecção de todos os citoplasmas e núcleos celulares de uma planta individual, que só é interrompido pela membrana celular.
Ajuda no transporte simplástico através da endoderme.
Compreende o sistema citoplásmico, que apresenta comunicação entre células, estabelecida através de numerosos plasmodesmos ou filamentos de conexão (presente no floema) - ligações intercitoplásmicas que atravessam a parede celular.
É formado pela parte viva da planta (elementos de tubo crivado, parênquima etc.).